# Gossypium hirsutum
Espèce
Statut de conservation UICN

 VU B2ab(i,iii,v); C1+2a(i) : Vulnérable
Gossypium hirsutum, aussi appelé « coton mexicain » ou « coton pays » (Antilles françaises), est une espèce de plantes dicotylédones de la famille des Malvaceae, sous-famille des Malvoideae, originaire des régions tropicales d'Amérique. C'est une des cinquante espèces du genre Gossypium, et l'une des quatre domestiquées pour la production de coton.
C'est l'espèce de cotonnier la plus largement cultivée aux États-Unis et dans le monde. Elle fournit environ 90 % de la production mondiale de coton (fibres textiles). La trituration des graines fournit aussi des sous-produits utilisés en alimentation humaine et animale, en particulier huile de coton et tourteau de coton (en). La plante est toxique pour les mammifères du fait de la présence de gossypol dans tous ses organes. 
Des traces archéologiques trouvées au Mexique montrent que la culture de cette espèce date d'au moins 7000 ans. C'est la plus ancienne preuve de culture du coton sur Terre.
Elle comprend un certain nombre de cultivars à fibre de longueurs différentes et tolérantes à un certain nombre de conditions de croissance. Les variétés les plus résistantes, les plus cultivées, sont appelées 'Long Staple Upland' et les moins résistantes sont dites 'Short Staple Upland'.

## Description
Gossypium hirsutum est une plante herbacée annuelle qui atteint 60 à 150 cm de hauteur. L'axe de la tige est vert, parfois rougeâtre, et présente une pilosité simple. Les feuilles sont lobées, présentant au maximum cinq lobes de forme plus ou moins triangulaire. Le limbe foliaire de 5 à 10 cm de long, a une largeur légèrement supérieure à la longueur. La base du limbe est  cordée. Le pétiole mesure 3 à 10 cm de long. Les pétioles et les feuilles sont velus. Les fleurs, de couleur blanche, jaunâtre ou rougeâtre, groupées en inflorescences axillaires, ont environ 2,5 cm de long. 
Le fruit est une capsule de 3 à 4 cm de long  sur 2 à 3 cm de large, composée de trois à cinq loges. Les graines, ovales, mesurent 0,3 à 0,5 cm de long. Les fibres qui entourent les graines (coton) sont longues et blanches.

## Taxinomie
L'espèce Gossypium hirsutum a été décrite en premier par Linné et publiée en 1753 dans son Species plantarum ed. 2. 2: 975. 

### Synonymes
Selon The Plant List (3 novembre 2020)
- Gossypium barbadense var. hirsutum (L.) Triana & Planch.
- Gossypium caespitosum Tod.
- Gossypium harrisii G.Watt
- Gossypium jamaicense Macfad.
- Gossypium lanceolatum Tod.
- Gossypium marie-galante G.Watt
- Gossypium mexicanum Tod.[3]
- Gossypium nervosum G.Watt
- Gossypium oligospermum Macfad.
- Gossypium palmeri G.Watt
- Gossypium religiosum L.
- Gossypium sandvicense Parl.
- Gossypium tomentosum Nutt. ex Seem.
- Gossypium volubile Ram.Goyena
- Hibiscus religiosus (L.) Kuntze
- Xylon religiosum (L.) Moench

### Formes, sous-espèces et variétés
Selon NCBI (3 novembre 2020) :
- sous-espèces :
  - Gossypium hirsutum subsp. hirsutum
  - Gossypium hirsutum subsp. latifolium (Murray) Roberty
- variétés : 
  - Gossypium hirsutum var. marie-galante (G.Watt) J.B.Hutch., 1947
  - Gossypium hirsutum var. punctatum (Schumach. & Thonn.) Roberty, 1952
- forme Gossypium hirsutum f. palmeri (G.Watt) Wouters, 1948